# Maurice Hope
Maurice Hope (* 6. Dezember 1951 in Saint John’s, Antigua und Barbuda) ist ein ehemaliger britischer Profiboxer und Weltmeister der WBC im Halbmittelgewicht.

## Karriere
Hope kam im Alter von neun Jahren mit seinen Eltern und fünf Geschwistern von Antigua nach England, wo er mit dem Boxen begann. Als Amateur boxte er im britischen Nationalteam und wurde in Länderkämpfen eingesetzt. 1968 gewann er die Englischen Schülermeisterschaften und im Juli 1972 die britische Olympiaqualifikation. Daraufhin nahm er an den olympischen Sommerspielen 1972 in München teil, wo er im Viertelfinale des Weltergewichts gegen János Kajdi ausschied.
1973 begann er seine Profikarriere mit einem Punktesieg gegen den Schottischen Meister John Smith. Nach drei weiteren Siegen, unterlag er schließlich im November 1973 nach Punkten gegen Mickey Flynn. Nach fünf folgenden Siegen, darunter gegen den Waliser Meister Dave Davies, boxte er im November 1974 um die Britische Meisterschaft im Halbmittelgewicht und gewann durch K. o. gegen den ungeschlagenen Larry Paul. Nach drei K.-o.-Siegen, darunter gegen den Deutschen Meister Jürgen Voss, versuchte er sich im Juni 1975 auch die Britische Meisterschaft im Mittelgewicht zu sichern, verlor dabei jedoch gegen den späteren Europameister Bunny Sterling.
Seine folgenden sechs Kämpfe gewann er alle durch K. o., wodurch er im September 1975 gegen Larry Paul erneut Britischer Meister und im April 1976 gegen Tony Poole auch Commonwealth-Meister wurde. Ein weiterer Sieg war jener gegen Mimoun Mohatar, Afrikanischer Meister und späterer WBC-Herausforderer von Weltmeister Carlos Palomino.
Im Oktober 1976 gewann er die Europameisterschaft im Halbmittelgewicht durch einen t.K.o.-Sieg in der 15. Runde gegen Vito Antuofermo. Gleich im März 1977 boxte er in Berlin um die WBC-Weltmeisterschaft gegen Eckhard Dagge; der Kampf endete nach 15 Runden Unentschieden, wodurch Dagge Titelträger blieb. Im Mai 1977 gewann er in Hamburg erneut den EM-Titel über 15 Runden gegen Frank Wissenbach. Nach einem Sieg gegen Tony Lopes, verteidigte er den EM-Titel durch K. o. gegen den Franzosen Joel Bonnetaz.
Es folgten drei weitere Aufbausiege, ehe er im März 1979 in Italien erneut um den WBC-Titel kämpfte und dabei vorzeitig gegen Rocky Mattioli gewann. Er konnte den Titel bis Ende 1980 gegen Mike Baker, im Rückkampf gegen Rocky Mattioli und noch gegen Carlos Herrera verteidigen, ehe er im Mai 1981 den Titel durch vorzeitige Niederlage an Wilfred Benitez verlor.
Im März 1982 bestritt er seinen letzten Kampf. Er verlor dabei in London knapp nach Punkten gegen Europameister Luigi Minchillo.